# Томский государственный университет
Национа́льный иссле́довательский То́мский госуда́рственный университе́т (ТГУ, реже ТомГУ) — первый университет на территории Западной Сибири, основанный в России в 1878 году. Расположен в городе Томск. Университет является одним из 29 национальных исследовательских университетов.

## История
Мысль об открытии университета в Сибири впервые была высказана в 1803 году.

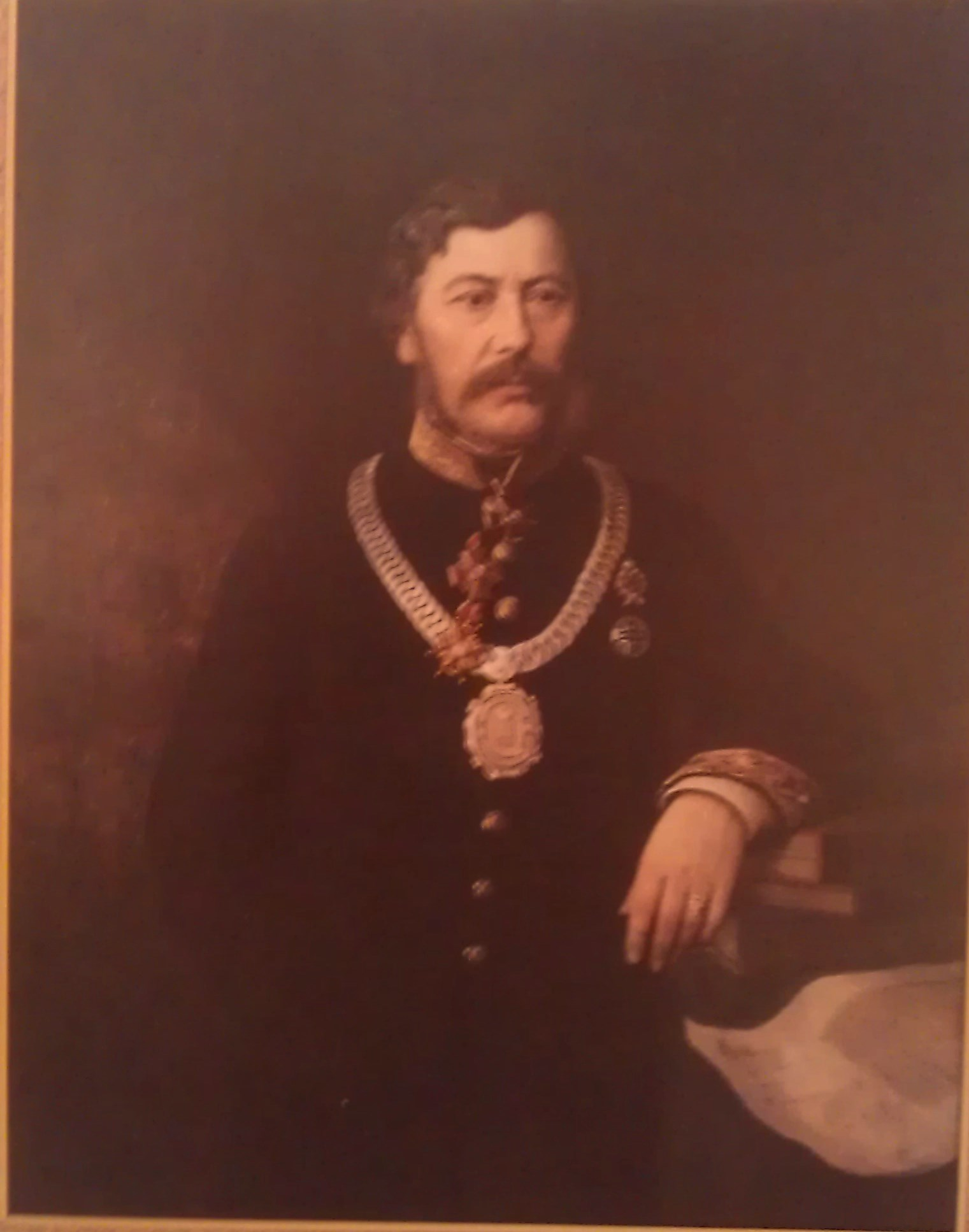
Портрет
З. М. Цибульского

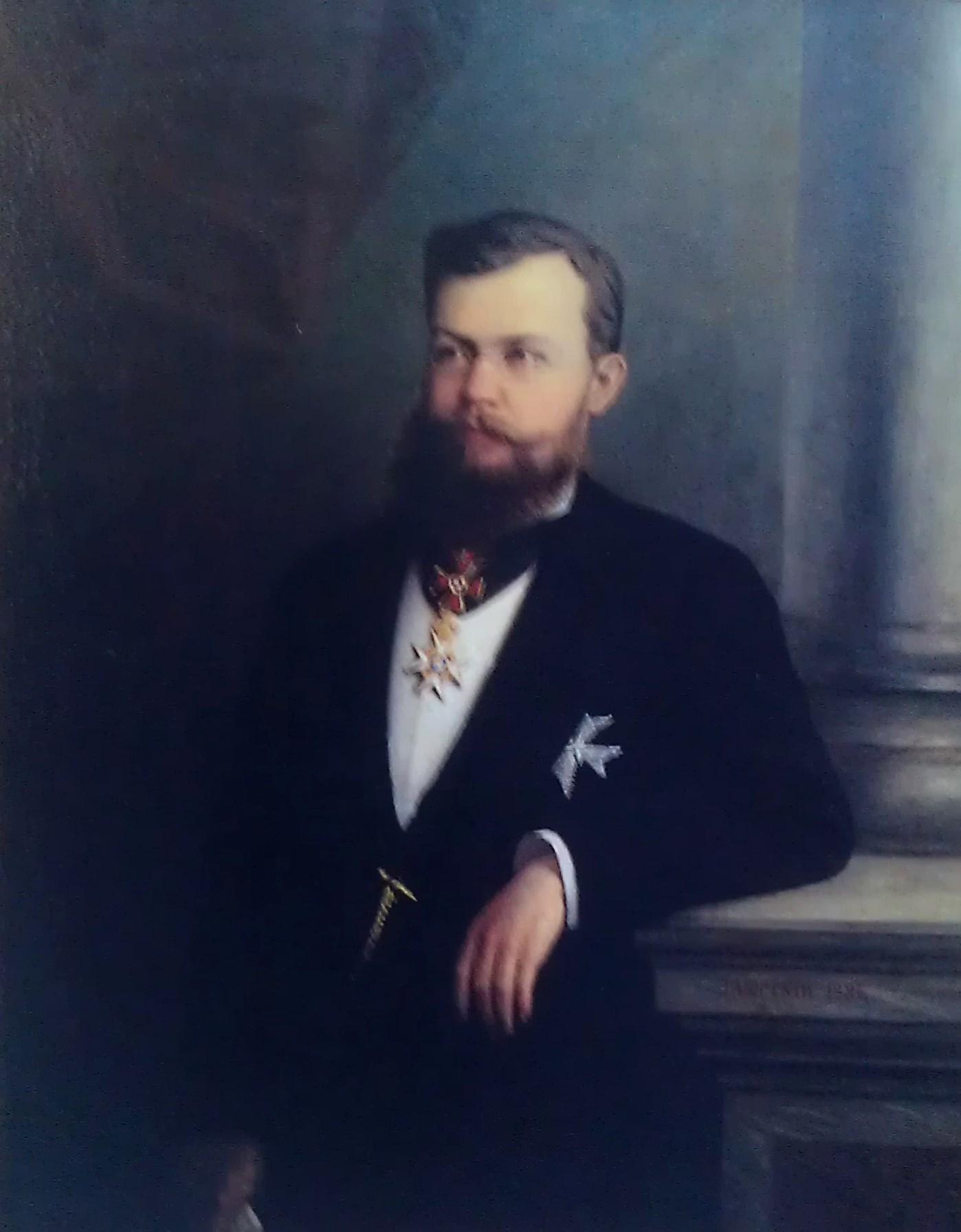
Портрет
А. М. Сибирякова

Основание университету в Томске в составе четырёх факультетов (историко-филологического, физико-математического, юридического и медицинского) было положено 16 (28) мая 1878 года согласно постановлению Государственного совета Российской империи. Намерение правительства нашло широкую поддержку у крупных русских промышленников, первым жертвователем выступил П. Г. Демидов (первоначальный взнос в 100 000 рублей ко дню закладки университета с приростом банковских процентов достиг 182 000 рублей), крупнейшие взносы сделали А. М. Сибиряков — 169 000 рублей, З. М. Цибульский — 158 000 рублей. Остальные вклады были значительно меньше — 30 000 рублей от Томской городской думы, 10 000 рублей от коммерции-советника А. К. Трапезникова (жившего в Москве), 3000 рублей от барнаульского купца Д. Н. Сухова, 2500 рублей от московского купца В. Н. Сабашникова, по 1000 рублей от бийского купца А. В. Соколова, от Я. А. Немчинова, от мещанина Кулакова из Кяхты; при закладке университета городскими обществами Барнаульским, Бийским, Семипалатинским и Минусинским было пожертвовано по 1000 рублей, остальные вклады составляли сотни рублей. В дальнейшем томские купцы активно жертвовали средства на Университет, так в 1898 году, желая отметить 25-летнюю службу своего московского доверенного П. В. Верхоланцева, Кухтерины учредили в Томском университете стипендию его имени и внесли в фонд стипендии 6000 рублей.
Проект здания Университета был выполнен петербургским академиком архитектуры А. К. Бруни и творчески воплощён томским архитектором П. П. Нарановичем.
Недостаточное финансирование вызвало задержку открытия университета и дало аргументы противникам университета. Так, К. П. Победоносцев докладывал императору Александру III: «Мысль об учреждении университета в Сибири (возникшую в период совершенного оскудения и падения наших университетов) я с самого начала называл несчастною и фальшивою; но сначала не хотели меня и слушать, а потом хотя и соглашались со мной, но возражали: „Что же делать? Правительство зашло уже слишком далеко; им обещано; приняты значительные пожертвования на сумму до 900 т.р.; построен большой дом; всё готово; нельзя идти назад“. <…> Каких профессоров достанут в Сибири, когда и для здешних университетов не знают, где достать серьёзных и надёжных людей, особливо юристов? <…> Общество томское состоит из всякого сброда; можно только представить, как оно воздействует на университет и как университет на нём отразится». Однако исключительно благодаря твёрдой позиции министра народного просвещения Российской империи И. Д. Делянова было принято высочайшее решение в пользу безусловного открытия Университета в Томске.
В состав строительного комитета в качестве представителя от Министерства народного просвещения с особыми полномочиями «для руководства и наблюдения за приспособлениями созидаемых зданий к учебным потребностям» входил ординарный профессор по кафедре акушерства и женских болезней Казанского университета В. М. Флоринский. В период с 1885 по 1898 год он служит попечителем Западно-Сибирского учебного округа и осуществляет общее руководство делом создания Университета.

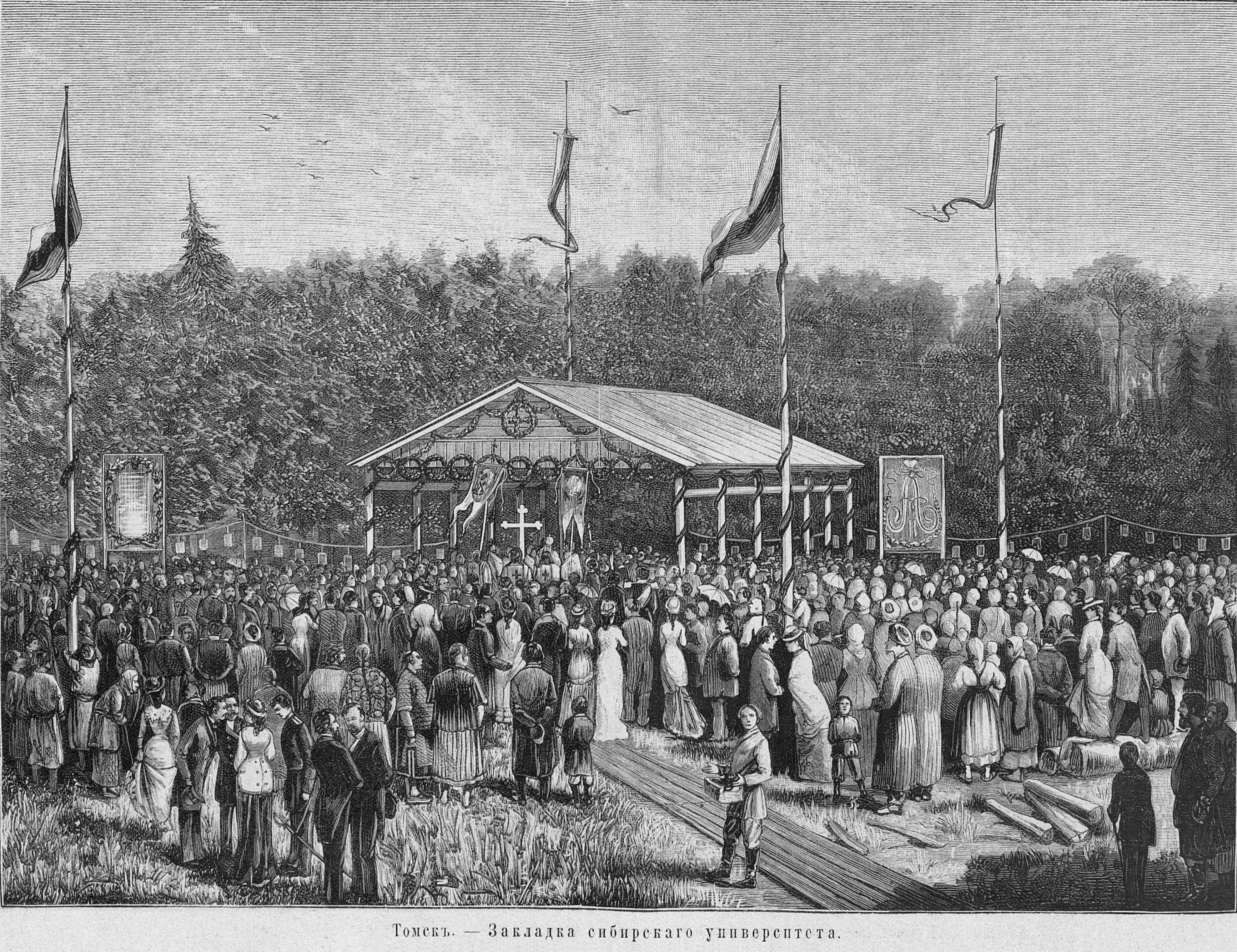
Церемония закладки университета, 1880 год

Университет был заложен 26 августа (7 сентября) 1880 года и открыт 22 июля (3 августа) 1888 года, с одним факультетом — медицинским (в 1930 году этот факультет был преобразован в Томский медицинский институт), который возглавил А. С. Догель. Университет открылся в составе 8 профессоров, 7 консерваторов и лаборантов, 72 студентов и 2 вольнослушателей.
Первыми профессорами стали Н. А. Гезехус (физика, первый ректор), Э. А. Леман (фармакология), С. И. Залесский (химия), С. И. Коржинский (ботаника), В. Н. Великий, А. М. Зайцев (геология), Н. Ф. Кащенко (зоология), Н. М. Малиев (анатомия), А. С. Догель (гистология).
Занятия начались 13 сентября[календарный стиль?] 1888 года лекцией профессора С. И. Коржинского «Что такое жизнь?». Второй факультет университета, юридический, был открыт только в 1898 году.
Одновременно с университетом был заложен первый в Сибири ботанический сад, включающий Университетскую рощу.
В 1885 году в Университетской роще был устроен первый в Томске водопровод по проекту инженера Н. А. Ренкуля, производительностью до 10 тыс. вёдер. Источниками воды служили ключи на склоне террасы в роще. Также Ренкулем перед корпусом университета был построен фонтан с бассейном, просуществовавший до 1977 года.
Первый набор — 72 человека, первый выпуск (31 врач, из них 16 получили дипломы с отличием), состоялся в декабре 1893 года. Среди первых выпускников — известные впоследствии специалисты А. А. Кулябко, П. В. Бутягин, С. М. Тимашев, Л. М. Прасолов, И. М. Левашёв, П. Ф. Ломовицкий, Л. И. Рубинштейн.
В 1912—1914 годах построено здание Научной библиотеки (проект — архитекторы А. Д. Крячков, Л. П. Шишко, наблюдение за строительством — архитектор Ф. А. Черноморченко)
Всего за дореволюционный период (1888—1917) университет выпустил 1584 медика и 240 юристов.
- 1878—1888  —  Сибирский Императорский университет[16]
- 1888—1919  — Императорский Томский университет[16][17]
- 1919—1934  — Томский государственный университет (ТГУ)[17]
- 1934—1967  — Томский государственный университет имени Валериана Владимировича Куйбышева (ТГУ)[16][17]
- 1967—1980  — Томский ордена Трудового Красного Знамени государственный университет имени В. В. Куйбышева (ТГУ)[16]
- 1980—1991[источник не указан 805 дней]  — Томский ордена Октябрьской Революции и ордена Трудового Красного Знамени государственный университет имени В. В. Куйбышева (ТГУ)[16][18]
- 1991[источник не указан 805 дней]—2002  — Томский государственный университет[16]
- 2002—2011  — Государственное образовательное учреждение высшего профессионального образования «Томский государственный университет» (ТГУ)[16]
- 2011—2014  — Федеральное государственное бюджетное образовательное учреждение высшего профессионального образования «Национальный исследовательский Томский государственный университет»[16] (ТГУ или НИ ТГУ)
- с 2014  — Федеральное государственное автономное образовательное учреждение высшего образования «Национальный исследовательский Томский государственный университет»[16]

## Новая история

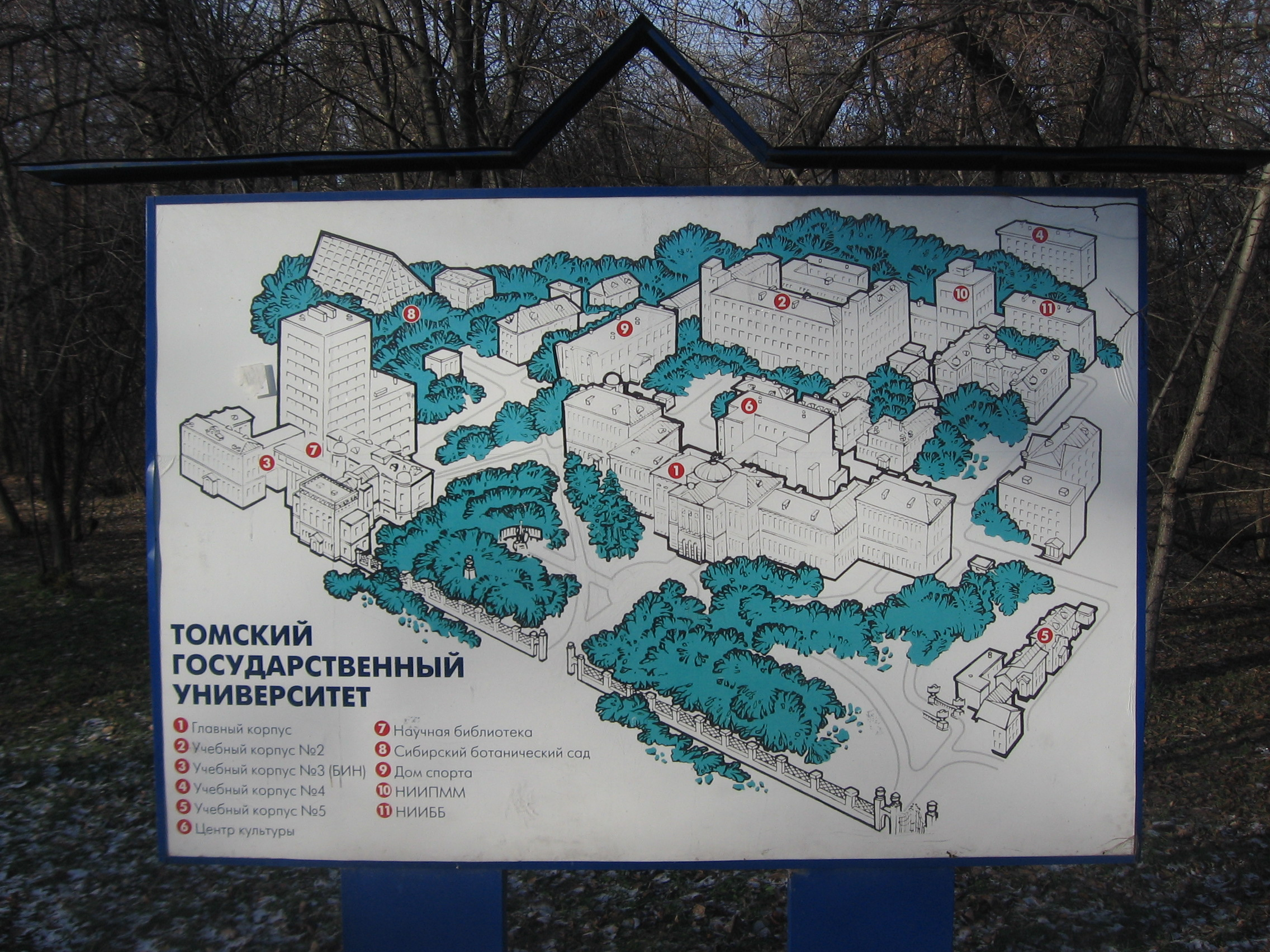
Карта территории ТГУ у входа

В годы Гражданской войны в Томск были эвакуированы и работали в Томском университете многие профессора Пермского и Казанского университетов. После окончательного установления советской власти в Томске в 1919 году Университет получил статус государственного. В 1920 году юридический факультет был реорганизован в факультет общественных наук, к которому в 1921 году был присоединён историко-филологический факультет. В 1922 году факультет общественных наук был закрыт. До 1940 года Университет не готовил специалистов в области гуманитарных наук.
В 1921 году из состава вуза выделился бактериологический институт.
В июле 1931 года педагогический факультет ТГУ был преобразован в Томский государственный педагогический институт.
26 мая 1934 года Университету решением ЦИК СССР, в традициях того времени, было присвоено имя советского государственного и партийного деятеля Валериана Куйбышева, проучившегося на юридическом факультете ТГУ несколько месяцев (сентябрь 1909 — февраль 1910).
До 1957 года на научной базе ТГУ и исследовательских институтов Томска действовало Западно-Сибирское отделение Академии наук СССР.
В 1930-х годах интенсивно вывозятся ценнейшие фонды музеев и лабораторий, целые факультеты для формирования в новой столице Западно-Сибирского края новой системы элиты пролетарского государства.
В 1937 году работниками НКВД было сфабриковано дело против группы сотрудников ТГУ, обвинённых в терроризме, которые якобы работали «над изобретением и применением утончённых способов террора, в частности беззвучного прибора, посредством которого можно было бы поражать на расстоянии снарядом типа иглы, отравленной ядом кураре».
В годы Великой Отечественной войны в ТГУ работали многие известные учёные из вузов Москвы, Ленинграда, Киева, Харькова и других городов: член-корреспондент АН СССР А. А. Заварзин, академик АН УССР филолог А. И. Белецкий, профессора А. И. Неусыхин (историк), Э. Н. Ярошевский (историк), П. И. Каган (филолог), П. К. Анохин (физиолог) и другие. В 1947—1955 годах военной кафедрой руководил известный комдив генерал-майор Иван Антюфеев.
Тем не менее, к 1944 году (ко времени формирования Томской области, а университеты в СССР были неотъемлемой частью областного центра) удалось сохранить научный и иной потенциал ведущих (до революции) сибирских вузов.
В годы Великой Отечественной войны деятельность ТГУ была существенно реформирована.
В октябре 1941 года в здании главного корпуса ТГУ разместился оптико-механический завод № 355 из Красногорска. Завод быстро наладил производство и выпускал продукцию до лета 1943 года; в здании БИНа и студенческих общежитиях были размещены госпитали. 6 февраля 1942 года на имя И. В. Сталина группой преподавателей и работников университета было направлено письмо с просьбой вернуть университету главный корпус (письмо подписали Я. Д. Горлачёв, В. Д. Кузнецов, М. Д. Рузский, А. И. Белецкий, Б. П. Токин, В. В. Ревердатто, В. М. Кудрявцева, М. А. Большанина, В. А. Хахлов, И. К. Баженов, А. П. Бунтин; в 1943 году здание было освобождено.
В 1944—1955 годах ТГУ был одним из ведущих исследовательских центров страны по разработкам новых оборонных систем, лидером по научному обоснованию глобальных экономических и сельскохозяйственных проектов страны.
В 1953 году при университете открыт музей В. В. Куйбышева, ставший одним из ведущих центров по изучению его деятельности.
С 1963 года ТГУ стал одной из сил, создающих будущий (с 1970) Томский Академгородок.
7 января 1967 года университет за заслуги в развитии науки и подготовке специалистов Указом Президиума Верховного Совета СССР был награждён орденом Трудового Красного Знамени, а 8 сентября 1980 года — орденом Октябрьской Революции за большие заслуги в подготовке высококвалифицированных специалистов для народного хозяйства, развитии науки и в связи со 100-летием со дня основания.

### Наше время

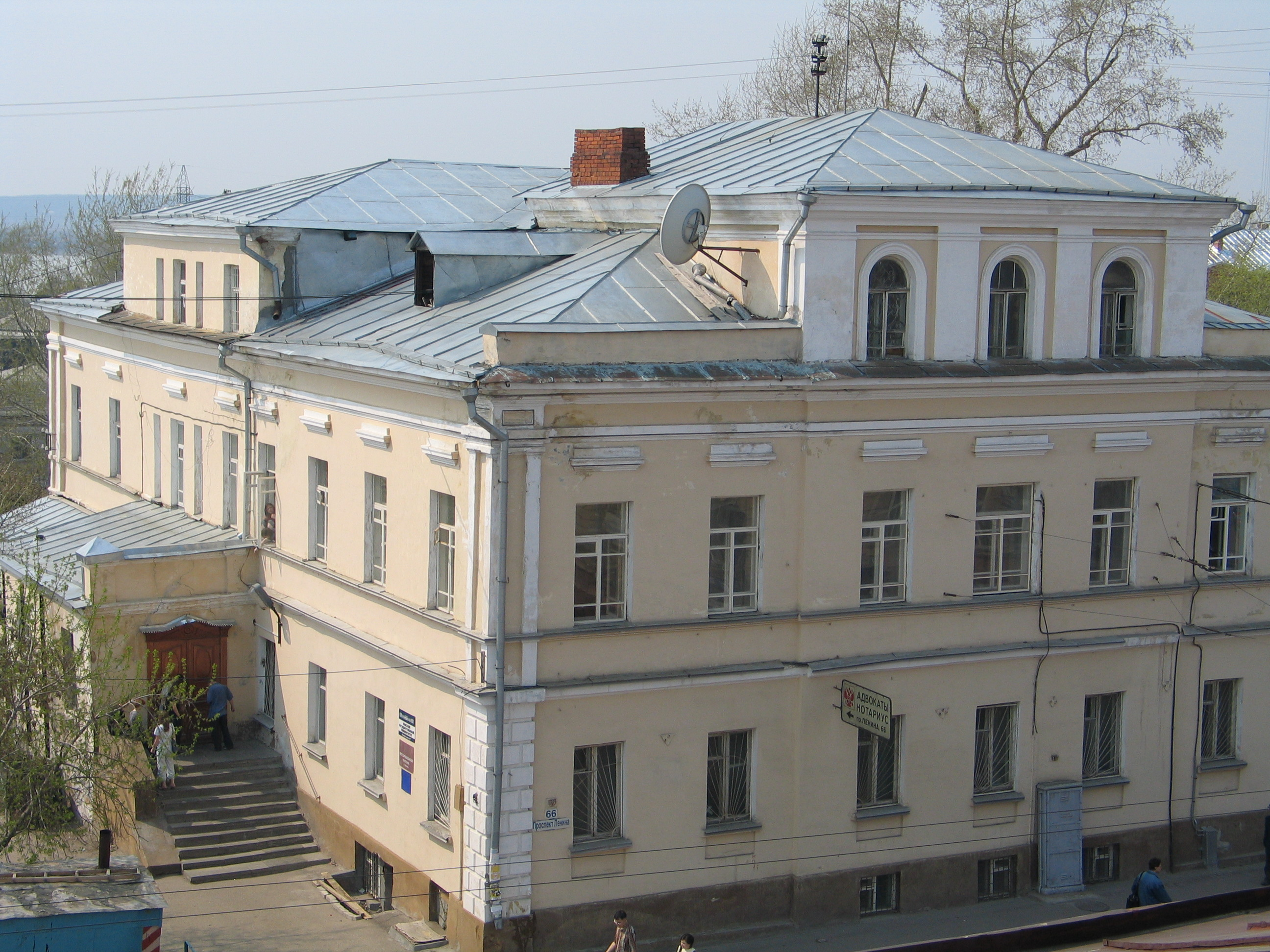
Седьмой корпус ТГУ (Факультет журналистики), вид с соседнего здания

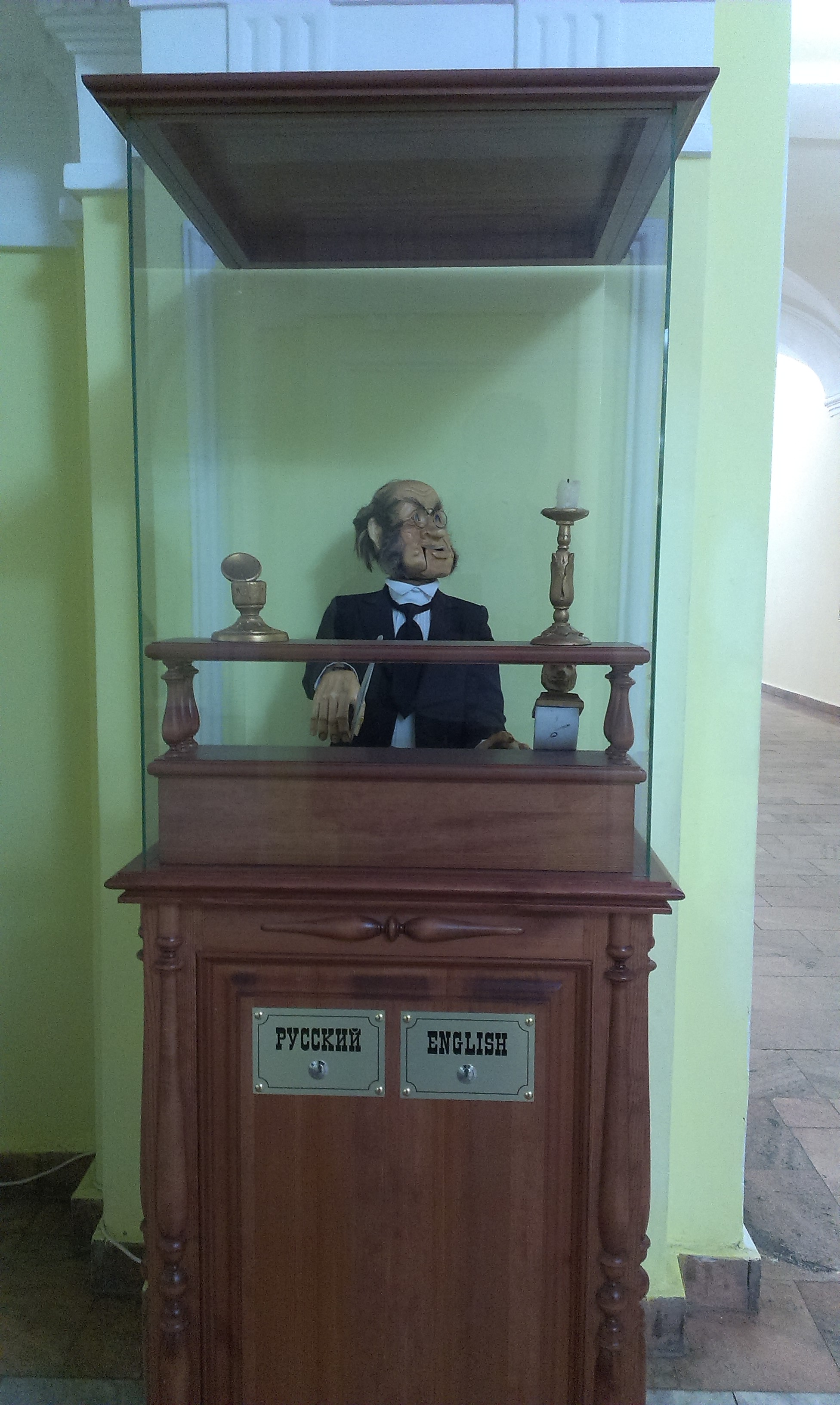
Фигура у входа в главное здание

В феврале 1995 года на базе Центра культурологии открыт культурологический факультет.
В мае 1995 года создан факультет иностранных языков.
Указом Президента Российской Федерации от 15 января 1998 года № 30 ТГУ включен в Государственный свод особо ценных объектов культурного наследия народов Российской Федерации.
Распоряжением Правительства Российской Федерации от 9 марта 2006 года № 306-р Государственное образовательное учреждение высшего профессионального образования «Томский государственный университет» реорганизован путём присоединения к нему Научно-исследовательского института прикладной математики и механики, Научно-исследовательского института социально-экономических проблем Сибири, Научно-исследовательского института биологии и биофизики, Сибирского физико-технического института имени академика В. Д. Кузнецова. По состоянию на май 2019 года ТГУ состоял из 15 факультетов и пять институтов, на которых обучалось 23 тысячи студентов, 800 аспирантов и докторантов, из которых более 2200 — иностранные студенты из 39 стран.
Ректор ТГУ — Галажинский Эдуард Владимирович.
Гордость университета — его Научная библиотека (3,7 млн экз., музей редкой книги) и Сибирский ботанический сад.
В ТГУ учились и работали около ста членов РАН, РАМН и академий наук других государств, свыше 250 лауреатов Государственной премии, три лауреата Нобелевской премии (Анри Дюнан, И. П. Павлов, Н. Н. Семёнов).
16 февраля 2007 года в ТГУ был установлен СКИФ Cyberia — самый мощный на то время суперкомпьютер за Уралом в странах СНГ и Восточной Европы.
В рамках трансформации в России высшего образования и введения системы ведущих вузов, Томский государственный университет 27 апреля 2010 года — получил правительственный статус национального исследовательского (НИУ) и возможность работы с выдающимися учёными мира.
С 2010 года в ТГУ выступили многие уехавшие учёные-соотечественники, работающие в вузах и лабораториях Канады, США, Бразилии, Австралии, Израиля, Великобритании, Франции, Испании, Италии, Германии, Финляндии, Украины, Казахстана, КНР, Кореи, Японии, Сингапура и др., а также многие ведущие учёные зарубежных стран. В частности, с 2011 года приглашённым профессором, читающим лекции, стал лауреат Нобелевской премии мира 2007 года за вклад в изучение экологических и климатических изменений в северной Евразии, руководитель шведской арктической научной станции Абиску, профессор Шеффильдского университета Терри Каллаган.
Летом 2013 года ТГУ победил в общенациональном конкурсе вузов за право статуса ведущего университета России (ВИУ). С 2013 года участник Проект повышения конкурентоспособности ведущих российских университетов среди ведущих мировых научно-образовательных центров.
В июле 2014 года ТГУ и Национальная физическая лаборатория Великобритании договорились о сотрудничестве сроком на пять лет.
В 2016 году ТГУ стал первым за 24 года новым участником из России с правом голоса крупнейшего проекта в CERN.
В 2017 году ТГУ вошёл в международный консорциум космических исследований Europlanet, целью которого является содействие учёным занимающимися исследованиями в области планетологии.
Участник Проекта 5-100 (Проект повышения конкурентоспособности ведущих российских университетов среди ведущих мировых научно-образовательных центров).

## Рейтинги
В 2014 году агентство «Эксперт РА» присвоило университету рейтинговый класс «В» означающий «очень высокий» уровень подготовки выпускников; единственным вузом в СНГ получившим в данном рейтинге класс «А» («исключительно высокий уровень») стал МГУ.
В 2020 году агентство Quacquarelli Symonds опубликовало рейтинг лучших университетов мира QS World University Ranking 2021 — один из самых авторитетных рейтингов в академическом сообществе. Томский государственный университет вошёл в ТОП-300 сильнейших вузов мира, заняв 250-ю позицию.
В 2020 году по версии агентства Quacquarelli Symonds ТГУ поднялся до 268-го места и став четвёртым из российских университетов, представленных в данном рейтинге. Однако по версии издания Times Higher Education (THE) ТГУ всё ещё на позиции 501—600.
В 2020 году издание Times Higher Education (THE) представило рейтинг самых интернациональных университетов мира. Томский государственный университет занял 103-е место, став первым среди российских университетов, представленных в данном рейтинге.
В 2022 году вуз вошел в Международный рейтинг «Три миссии университета», где занял 196 место. Также в 2022 году занял 18 место в рейтинге RAEX "100 лучших вузов России"  и 18 место в рейтинге влиятельности вузов России (RAEX).
В предметных рейтингах RAEX Томский государственный университет входит в списки лучших вузов по 17 направлениям подготовки.

## Структура

### Факультеты
| Название | Год основания, преобразования |
| --- | --- |
| Биологический институт (БИ)                                                                                             | 1935 — биологический факультет, с 2007 — Институт биологии, экологии, почвоведения, сельского и лесного хозяйства (Биологический институт) |
| Геолого-географический факультет (ГГФ)                                                                                  | 1933 — геолого-почвенно-географический факультет, с 1939 — географический факультет, с 1952 — геолого-географический факультет             |
| Химический факультет (ХФ)                                                                                               | 1932 |
| Институт экономики и менеджмента (ИЭМ)                                                                                  | 2016 (1963—2016 — экономический факультет)                                                                                                 |
| Юридический институт (ЮИ)                                                                                               | 1994 (1898—1920 и 1948—1994 — юридический факультет; 1920—1922 — факультет общественных наук)                                              |
| Философский факультет (ФсФ)                                                                                             | 1987 |
| Институт искусств и культуры (ИИК)                                                                                      | 1995 (1995—2001 — культурологический факультет)                                                                                            |
| Факультет психологии (ФП)                                                                                               | 1996 |
| Факультет исторических и политических наук (ФИПН)                                                                       | 2018 (1917—1921 и 1941—1974 — историко-филологический факультет; 1940—1941 и 1974—2018 — исторический факультет)                           |
| Филологический факультет (ФилФ)                                                                                         | 1974 (1917—1921 и 1941—1974 — историко-филологический факультет)                                                                           |
| Факультет иностранных языков (ФИЯ)                                                                                      | 1995 (с 1931 — кафедра иностранных языков)                                                                                                 |
| Факультет журналистики (ФЖ)                                                                                             | 2004 |
| Механико-математический факультет (ММФ)                                                                                 | 1917 — физико-математический факультет, с 1948 — механико-математический факультет                                                         |
| Физический факультет (ФФ)                                                                                               | 1917 — в составе физико-математического факультета, с 1948 — самостоятельный факультет                                                     |
| Физико-технический факультет (ФТФ)                                                                                      | 1933 |
| Институт прикладной математики и компьютерных наук (ИПМиКН) Отделение компьютерных наук Отделение прикладной математики | 2017 |
| Радиофизический факультет (РФФ)                                                                                         | 1953 |
| Факультет физической культуры (ФФК)                                                                                     | 2005 |
| Институт военного образования                                                                                           | 2008 (1926 — кафедра, 1998 — факультет) |
| Факультет инновационных технологий (ФИТ)                                                                                | 2009 |
| Научный Образовательный Центр Высшая ИТ-Школа (Higher IT School, HITs)                                                  | 2017 |
| Факультет довузовской подготовки                                                                                        | |
| Институт Образования | 2020 |

### Корпуса
- 1-й (главный) — пр. Ленина, 36
- 2-й — пр. Ленина, 36 к. 2
- 3-й — пр. Ленина, 34
- 4-й — Московский тракт, 8
- 5-й — пр. Ленина, 36 к. 5
- 6-й — ул. Аркадия Иванова, 49
- 7-й — пр. Ленина, 66
- 8-й — ул. Фёдора Лыткина, 11

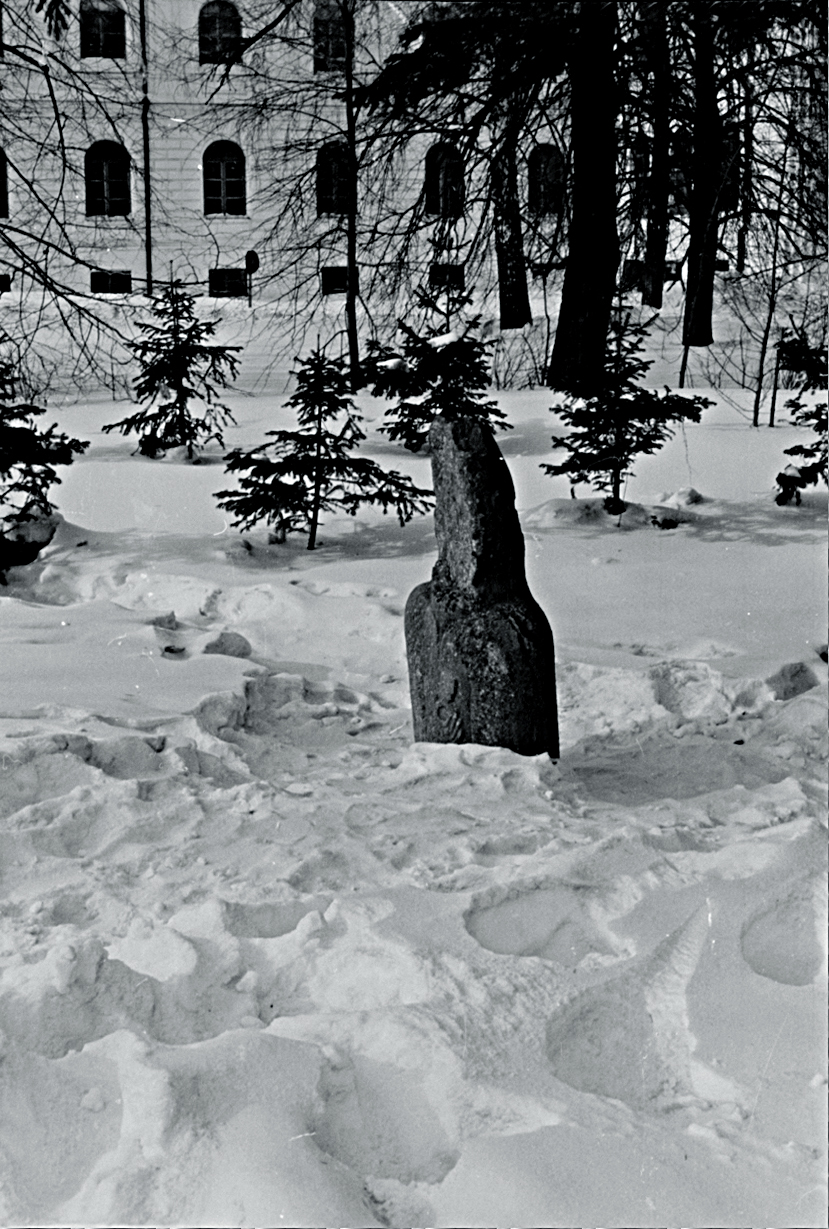
Каменная баба перед корпусом университета

- 9-й (хозяйственный) — пр. Ленина, 36 к. 9
- 10-й — пр. Ленина, 36 к. 10
- 11-й — ул. Фёдора Лыткина, 28г / ул. 19-й Гв. Дивизии, 19
- 12-й — ул. Герцена, 2 / пл. Новособорная, 1 ст. 2
- 14-й — ул. Ленина, 36, Дом Спорта ТГУ
- 29-й – ул. Советская 46
- 31-й — Набережная реки Ушайки, 12

### Общежития
- 1-е — ул. Никитина, 4 (преподавательское)
- 2-е — ул. Ленина, 68 (преподавательское)
- 3-е — ул. Фёдора Лыткина, 16
- 5-е — ул. Ленина, 49А
- 6-е — ул. Советская, 59
- 7-е — ул. Фёдора Лыткина, 12
- 8-е — ул. Фёдора Лыткина, 14
- 9-е (СЖК «Парус») — пер. Буяновский, 3А
- 10-е (СЖК «Маяк»)[60] — ул. Аркадия Иванова, 20А (введён в мае 2020 года)[61]

### Филиалы

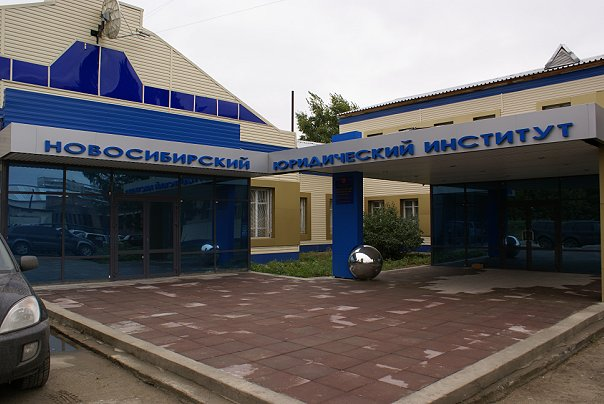
Новосибирский юридический институт (филиал) Томского государственного университета. 2 корпус

Новосибирский юридический институт (филиал) Томского государственного университета, дата основания — 1939 год

### Научные подразделения

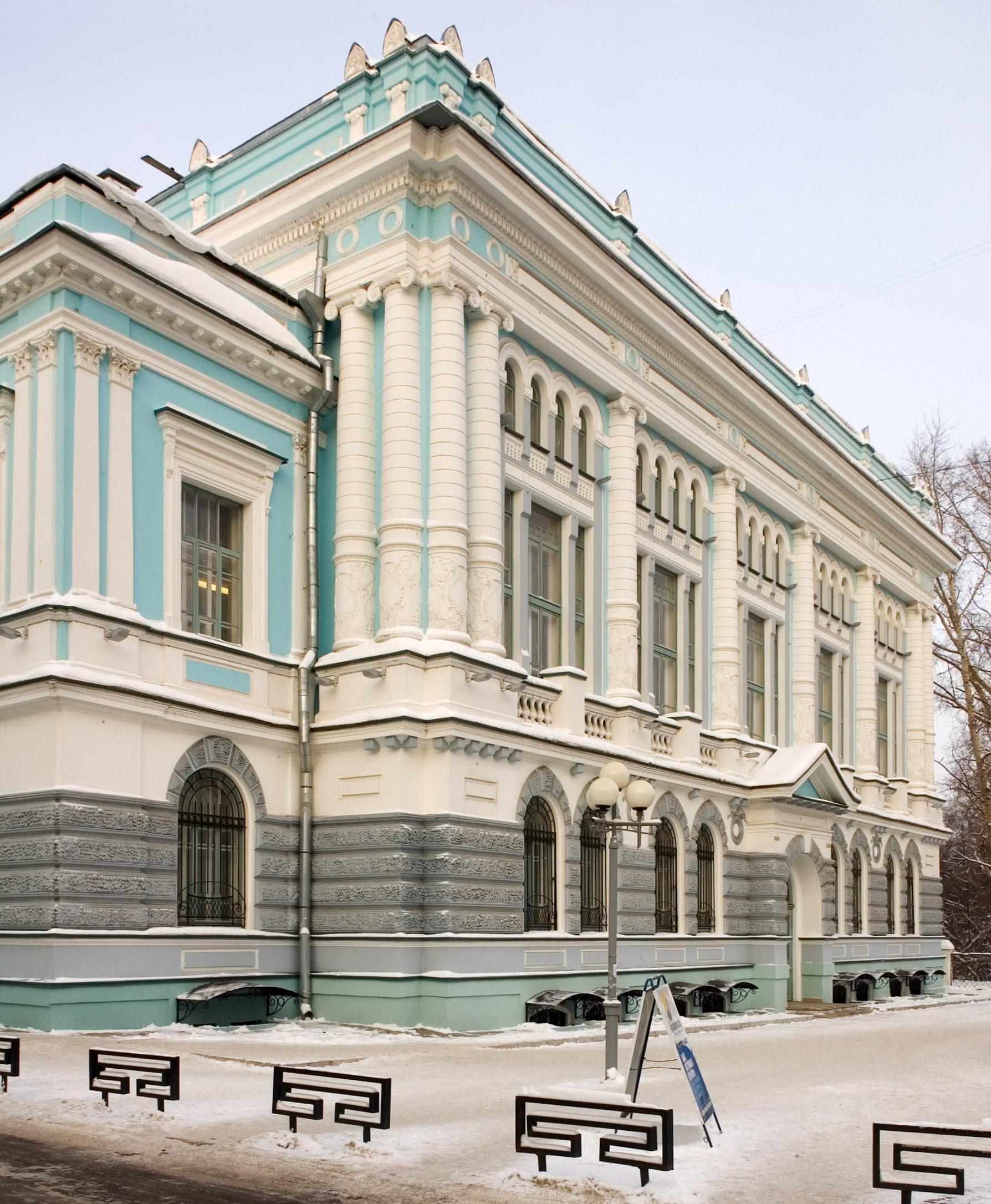
Научная библиотека ТГУ (снимок 2005 года)

- Сибирский физико-технический институт
- НИИ прикладной математики и механики
- НИИ биологии и биофизики
- Сибирский ботанический сад
- Научная библиотека

### Музеи
- Музей истории ТГУ (1984, вновь открыт в 2002 году) — гл. корпус, ауд. 235
- Сибирский ботанический сад (основан в 1880 году)
- Музей археологии и этнографии Сибири имени В. М. Флоринского (основан в 1882 году) — гл. корпус, ауд. 225
- Зоологический музей (основан в 1885 году) — гл. корпус, ауд. 122—123
- Гербарий им. П. Н. Крылова (основан в 1885 году) — гл. корпус, ауд. 224
- Палеонтологический музей имени В. А. Хахлова[62] (основан в 1888 году) — гл. корпус, ауд. 234
- Минералогический музей имени И. К. Баженова (основан в 1888 году) — гл. корпус, ауд. 142
- Отдел рукописей и книжных памятников НБ ТГУ (создан в 1944) — старое здание НБ ТГУ, ауд. 25
- Музей истории физики (открыт в 1985 году) — корпус № 2, ауд. 317
- Музей книги Научной библиотеки ТГУ (открыт в 2005 году на основе работавшей с 1944 по 2003 год постоянной выставки по истории книги при отделе редких книг и рукописей Научной библиотеки) — старое здание НБ ТГУ, ауд. 8

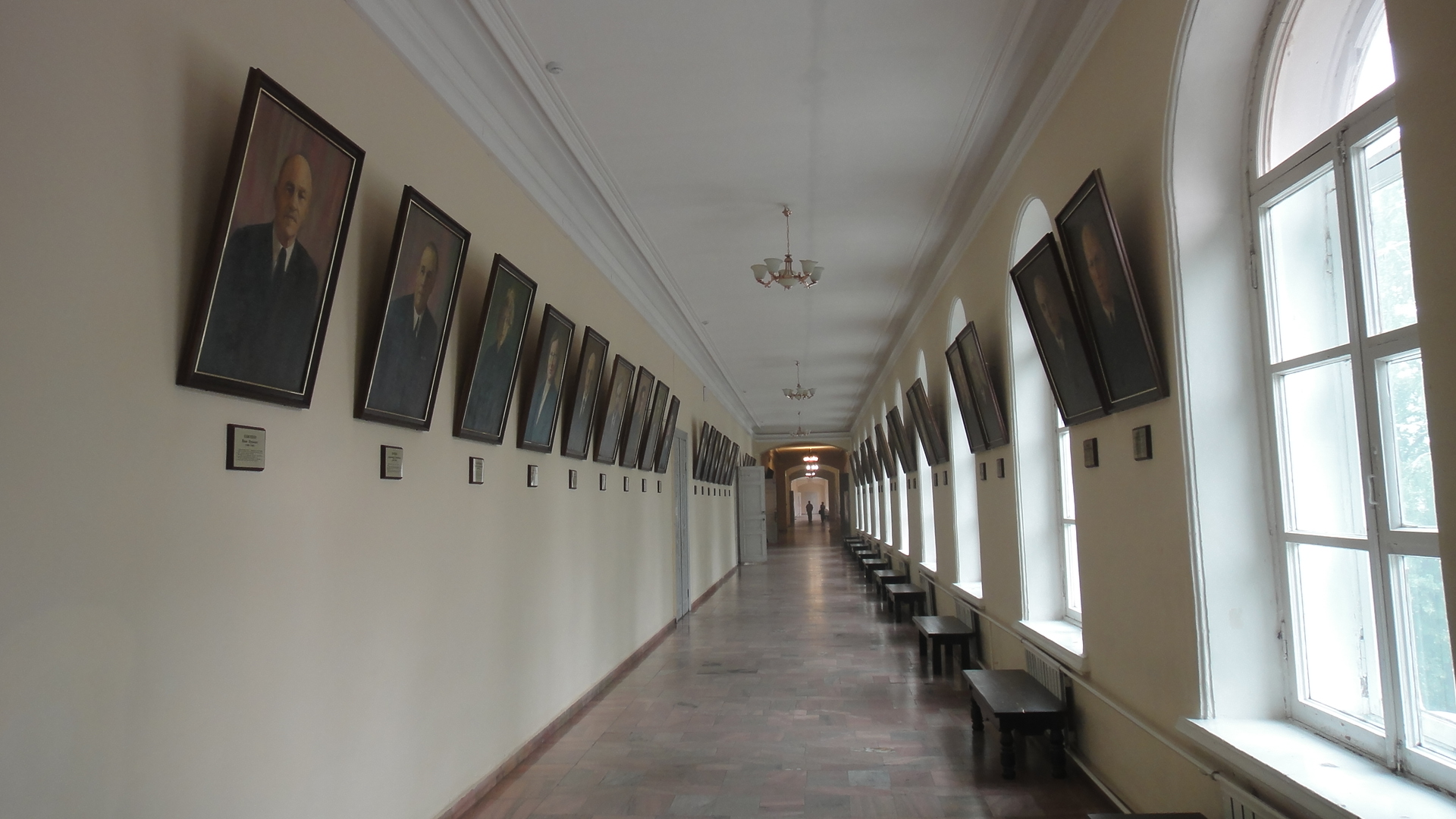
Галерея почётных профессоров ТГУ

### Галерея почётных профессоров ТГУ
В коридоре второго этажа главного корпуса ТГУ на стенах размещены портреты: М. А. Большаниной, А. П. Бычкова, Н. В. Вершинина,  В. Н. Вилюнова, Н. А. Гезехуса, М. С. Горохова, А. И. Данилова, В. Е. Зуева, Н. Ф. Кащенко, П. Н. Крылова, В. Д. Кузнецова, А. А. Кулябко,  М. Г. Курлова, В. В. Ревердатто, В. В. Сапожникова, Л. П. Сергиевской, В. А. Хахлова и др.

### Издания
Входящие в список ВАК (по состоянию на 2011 г.)
- Вестник Томского государственного университета[64]
- Вестник Томского государственного университета. Философия. Социология. Политология[65]
- Вестник Томского государственного университета. Биология[66]
- Вестник Томского государственного университета. История[67]
- Вестник Томского государственного университета. Математика и механика[68]
- Вестник Томского государственного университета. Управление. Вычислительная техника и информатика[69]
- Вестник Томского государственного университета. Филология[70]
- Вестник Томского государственного университета. Экономика[71]
- Прикладная дискретная математика[72]
- Язык и культура — ежеквартальный лингвистический российский научный журнал (издаётся факультетом иностранных языков).

Не входящие в список ВАК (по состоянию на 2011 г.)
- Вестник Томского государственного университета. Культурология и искусствоведение[73]

## Ректоры[74]

Н. Гезехус — первый ректор

| - Н. А. Гезехус (6 сентября 1888 — 3 сентября 1889) (первый ректор) - А. С. Догель (вр.и. о. 12 сентября 1889 — 18 ноября 1889) - В. Н. Великий (5 октября 1890 — 12 января 1892) - А. И. Судаков (12 января 1892 — 28 января 1894) - Н. Ф. Кащенко (28 января 1894 — 19 января 1895) - Н. М. Малиев (19 января 1895 — 28 сентября 1895) - А. И. Судаков (28 сентября 1895 — 5 сентября 1903) - М. Г. Курлов (5 сентября 1903 — 18 ноября 1906, первый выбранный ректор) - В. В. Сапожников (20 декабря 1906 — 20 декабря 1909) - И. А. Базанов (20 декабря 1909 — 20 июля 1913) - М. Ф. Попов (16 сентября 1913 — 15 ноября 1916) - И. Н. Грамматикати (13 декабря 1916 — 23 марта 1917) - В. В. Сапожников (13 мая 1917 — 1 июля 1918) - А. П. Поспелов (12 октября 1918 — январь 1921) - Б. Л. Богаевский (январь 1921 — 25 июня 1922) - В. Д. Кузнецов (и. о. 25 июня 1922 — 1 сентября 1922) | - В. Н. Саввин (1 сентября 1922 — 26 апреля 1929) - Д. В. Горфин (16 апреля 1929 — 22 декабря 1931) - А. И. Мискинов (декабрь 1931 — октябрь 1932) - А. Л. Щепотьев (1932—1936) - Б. П. Токин (1936 — ноябрь 1937) - М. Г. Журавков (и. о. ноябрь 1937 — март 1938) - И. И. Колюшев (и. о. апрель 1938 — август 1938) - Я. Д. Горлачёв (19 августа 1938 — 1 мая 1948) - В. Т. Макаров (11 сентября 1948 — 8 марта 1954) - А. П. Бунтин (8 марта 1954 — 6 декабря 1960) - В. А. Пегель (и. о. 6 — 31 декабря 1960) - А. И. Данилов (1 января 1961 — 23 февраля 1967) - А. П. Бычков (23 февраля 1967 — 1 августа 1983) - Ю. С. Макушкин (1 августа 1983 — 23 ноября 1992) - М. К. Свиридов (23 ноября 1992 — 8 марта 1995) - Г. В. Майер (8 марта 1995 — 27 ноября 2013) - Э. В. Галажинский (с 27 ноября 2013 по настоящее время) |

## Известные выпускники
- См. выпускники Томского государственного университета